# Laus-i Miasszonyunk

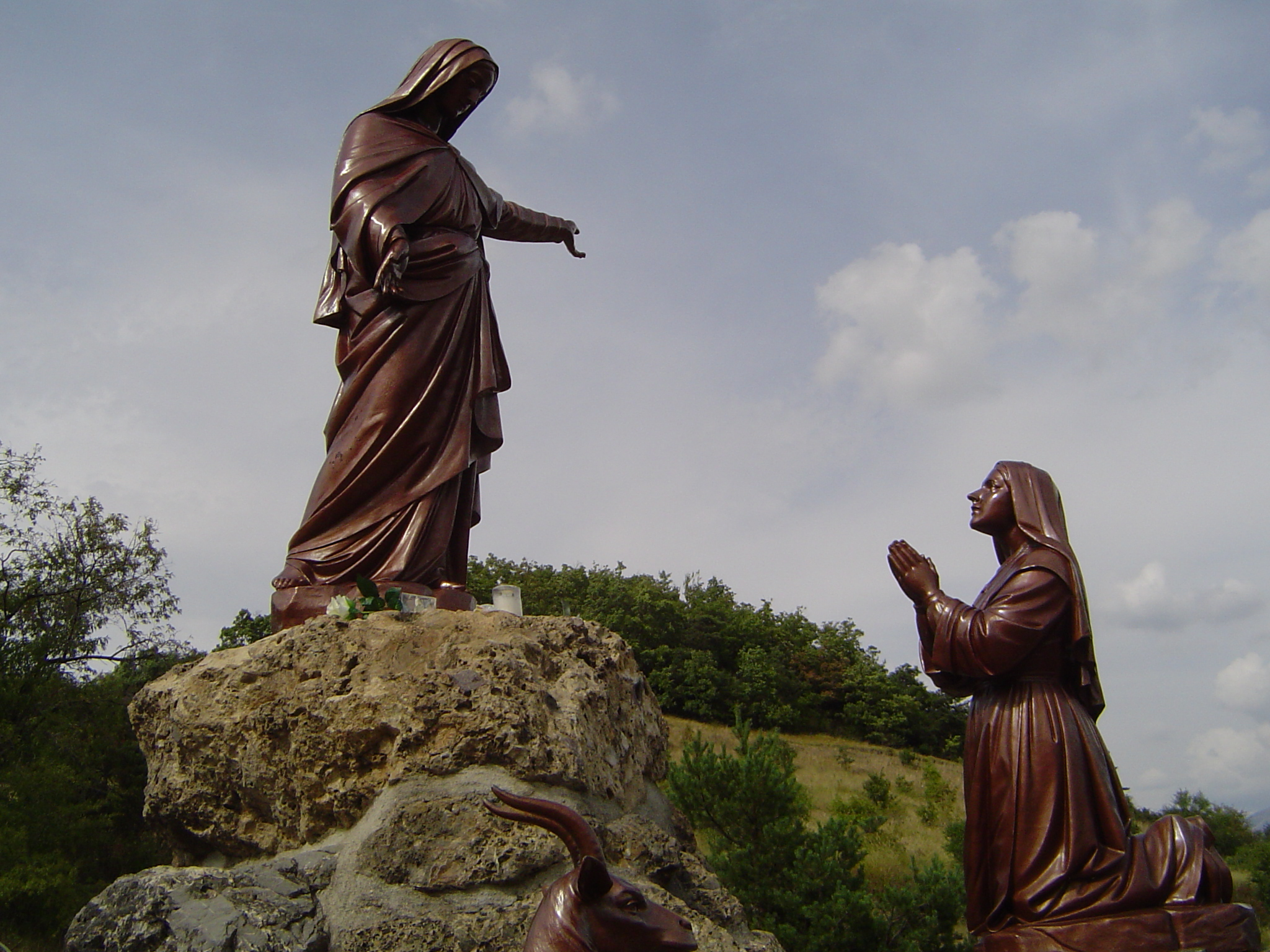
Az első jelenést ábrázoló köztéri bronzszoborcsoport. Mária és Benoîte

A Laus-i Miasszonyunk (a helynév ejtése: [lo]) egy Szűz Mária-jelenés, egyike annak az öt Mária-jelenésnek, amely Franciaország területén történt, és amelyet hivatalosan elismert az egyház.

## Jelenések
A látnok
Benoîte Rencurel 1647. szeptember 16-án Saint-Étienne d’Avançonban született, Hautes-Alpes megyében, Franciaországban. Apja 7 éves korában halt meg, és a kislány sohasem tanult meg írni és olvasni. A vasárnapi misékre és homíliákra járt. 1718 karácsonya után hunyt el.
Benoîte Rencurel, a pásztorlány 1664 májusában egy gyönyörű hölgyet vett észre, nem szólt hozzá, de amikor megszólította, mosolygott.
Vele együtt elmondta a loretói litániát, és megkérte, tanítsa meg a lányokat erre. Benoîte munkaadója, Rolland asszony elhatározta, hogy meglesi, mi történik. Elbújt, amikor a lány egy barlangban beszélt a hölggyel, de a szép hölgy figyelmeztette: „Mondd meg neki, ne átkozza Jézus nevét, mert nem jut a mennybe. Nagyon rossz a lelkiismerete, bűnbánatot kellene tartania.” Az asszony hallotta ezt, és könnyes szemmel megígérte, hogy megváltozik. Ennek híre ment a kis faluban. Egyesek hittek a jelenésben, mások képzelgőnek tartották a lányt. Voltak lányok, akik teljes szívükből támogatták Benoîte-t. A lány megkérdezte a hölgyet, hogy mi a neve, mert az emberek kérdezgetik. A szép hölgy azt mondta „Én vagyok Mária. Ezen a helyen nem fogsz többé látni egy ideig.” Csak szeptember 29-én, a patak partján találkozott vele újra. Megkérte, hogy menjen Laus-ba egy kápolnához, ahol kellemes illat van, mert ott fog vele találkozni. Megmutatta az utat Laus felé; a leány még sohasem járt arra. Talált egy kunyhó méretű kápolnát. A hölgy már ott állt, és azt mondta, azt szeretné, hogy Szent Fia és az Ő tiszteletére ezen a helyen épüljön templom, ahol sok bűnös meg fog térni. Ő gyakran fog itt megjelenni neki.

## Vizsgálat

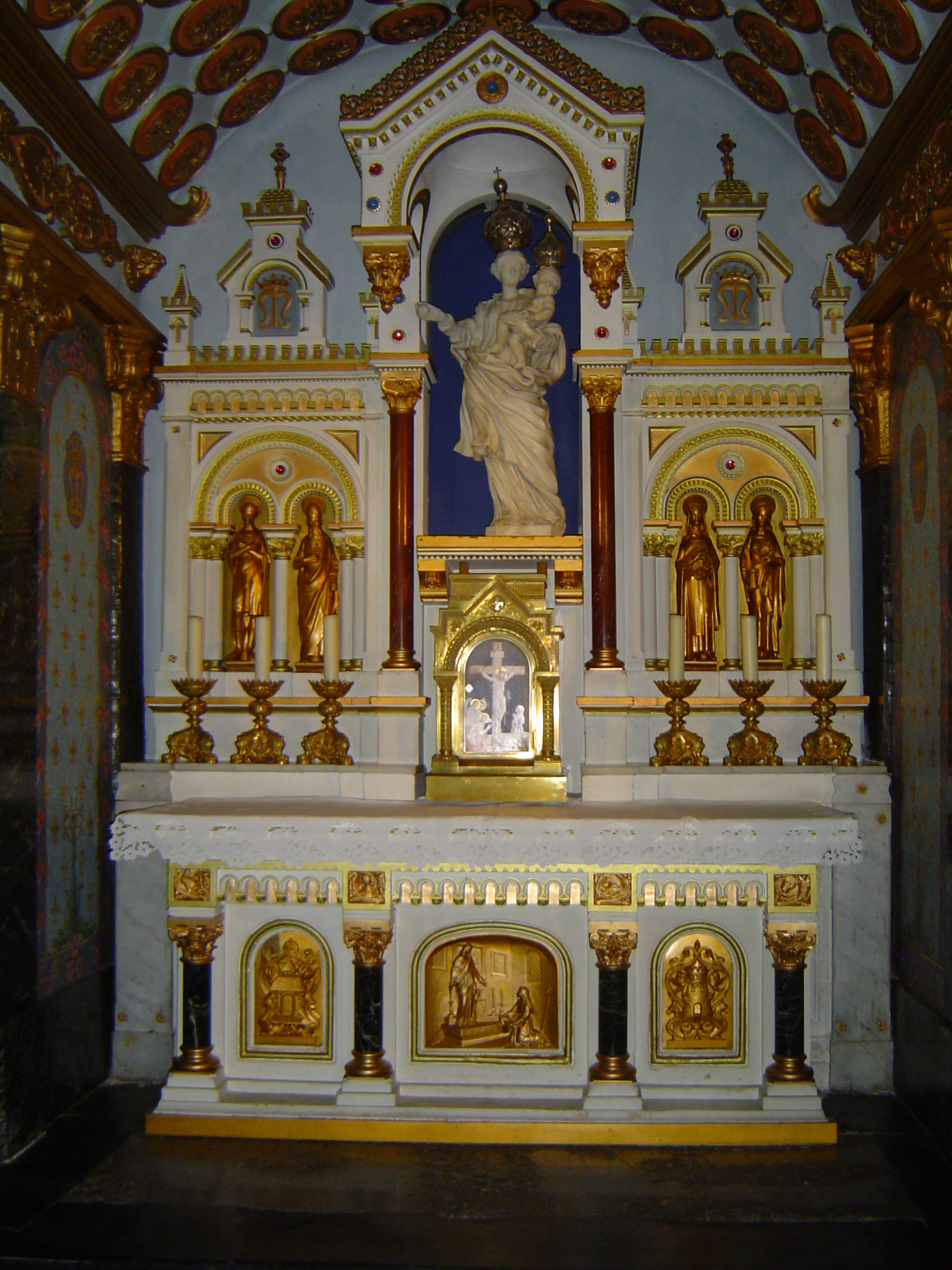
A Notre-Dame du Laus-i templom oltára a Szent Szüzet ábrázolja karján a Kisdeddel

- Már a következő évben zarándokok keresték fel Laus-t, sokan jártak fenn a kápolnánál. Azonban François Grimaud, a bíró és Lambert atya is megkérdőjelezték az eseményeket, főként azért, mert az embruni Miasszonyunk-búcsún is megfogyatkoztak a hívők emiatt. Meggyőződésük volt, hogy ördög műve ez. 1665. szeptember 14-én Laus-ba jöttek mindazok, akik be szerették volna bizonyítani, hogy boszorkányság folyik Laus-ban. Kihallgatásra került sor, melyben Lambert atya szaván akarta fogni a leányt, aki nyugodtan válaszolgatott a feltett kérdésekre. A beszélgetés végén az atya kijelentette, meggyőződése, hogy a jelenések hamisak, és mindent el fog követni, hogy bezárassa a kápolnát, hacsak nem történik valami csoda, ami igazolja a leányt. Két esős nap következett, így az atya nem tudott elutazni, és megtörtént az első csodálatos gyógyulás. A jelenések egyházmegyei elismerést kaptak.

## Elismerés
- 1666–1669-ben megépítették a templomot. 1800 oldalas jegyzőkönyv maradt fenn a látomásokról, amelynek négy szerzője volt, többek között Gap igazságügyi királyi ügyésze és a királyi káplán.
- Egyházmegyei szintű kegyhelyként való elismerésre a területileg illetékes püspöktől 1665-ben került sor.
- A nemzetközi szintű kegyhelyként való elismerés a Vatikánban 2008. május 5-én történt.